# Musa Panti Filibus
Musa Panti Filibus (* 1960) ist ein nigerianischer lutherischer Geistlicher. Er ist Erzbischof der Lutherischen Kirche Christi in Nigeria (englisch Lutheran Church of Christ in Nigeria – LCCN) und war von 2017 bis 2023 der 13. Präsident des Lutherischen Weltbunds.

## Leben und Wirken
Musa Panti Filibus studierte Lutherische Theologie in Nigeria und den USA und wurde 1994 zum Pfarrer ordiniert. 1998 wurde er am Luther Seminary der ELCA in Saint Paul (Minnesota) zum Doktor (PhD) in Pastoraltheologie promoviert.
Von 2002 bis 2010 war er Regionalreferent für Afrika in der Abteilung für Mission und Entwicklung (AME) des Lutherischen Weltbunds in Genf. 2010 wurde er zum Direktor der Abteilung für Mission und Entwicklung ernannt und erhielt 2012 zusätzlich die Aufgabe des Stellvertretenden Generalsekretärs. 2013 erhielt er die Berufung zum Bischof der Mayo-Belwa-Diözese (Bundesstaat Adamawa) der Lutherischen Kirche Christi in Nigeria und wurde 2016 zum Erzbischof der Kirche gewählt. Am 13. Mai 2017 wurde er auf der Vollversammlung in Windhoek zum Präsidenten des Lutherischen Weltbunds gewählt.
Er ist mit der Pfarrerin Ruth Filibus verheiratet. Das Paar hat drei erwachsene Kinder.

## Veröffentlichungen
- So the poor have hope, and injustice shuts its mouth: poverty and the mission of the Church in Africa (mit Karen L. Bloomquist, Hrsg.), The Lutheran World Federation, Geneva 2007, ISBN 978-3-90567654-9.